# Sirex areolatus
Sirex areolatus (лат.) — вид крупных перепончатокрылых насекомых рода Sirex из семейства рогохвостов (Siricidae). Обнаружены в Северной Америке: Канада, США.

## Описание
Развиваются на хвойных растениях из семейства кипарисовые (Cupressaceae): Cupressus macrocarpa, Juniperus occidentalis, Calocedrus decurrens, Sequoia sempervirens, и Taxodium distichum. Реже выводятся из Pinaceae: Pinus contorta, Pinus jeffreyi, Pinus lambertiana, Pinus radiata, и Pseudotsuga menziesii, в которых растут их личинки, повреждая древесину ствола. Основная окраска рогохвостов чёрная, блестящая. Самцы отличаются полностью чёрными ногами (у других видов они светлые). Жгутик усиков содержит 12 или более члеников. Переднее крыло угловато округлённое, в нём развита кубитальная жилка Cu1, ячейки 1Rs2 и 3R1. В заднем крыле развита ячейка 1A. Задние голени с двумя апикальными шпорами. Самки обладают массивным, длинным яйцекладом, которым прокалывают растения для откладки яиц
.